# Haw Hill
Haw Hill är ett slott i Storbritannien.   Det ligger i grevskapet och kommunen Northumberland i riksdelen England, i den centrala delen av landet, 400 km norr om huvudstaden London. Haw Hill ligger 37 meter över havet.
Terrängen runt Haw Hill är platt. Runt Haw Hill är det tätbefolkat, med 369 invånare per kvadratkilometer. Närmaste större samhälle är Morpeth, 0,47 km norr om Haw Hill. Trakten runt Haw Hill består i huvudsak av gräsmarker.